# Discobola nigroclavata
Discobola nigroclavata är en tvåvingeart som först beskrevs av Alexander 1943.  Discobola nigroclavata ingår i släktet Discobola och familjen småharkrankar. Inga underarter finns listade i Catalogue of Life.